# パウロス1世 (ギリシャ王)
パウロス1世（ギリシャ語: Παύλος Α΄, ラテン文字転写: Paulos I、1901年12月14日 - 1964年3月6日）はギリシャ王国の国王（在位：1947年4月1日 - 1964年3月6日）。

## 生涯
コンスタンティノス1世とドイツ皇帝フリードリヒ3世の娘ゾフィーの三男としてアテネで生まれ、海軍士官としての教育を受けた。
1917年から1920年までは父王と、1923年から1935年までは兄ゲオルギオス2世とともに亡命生活を送っている。
第二次世界大戦時、1940年にはイタリア王国が、次いで翌1941年4月にナチス・ドイツがギリシャに侵攻を始めると、政府はアテネを維持できなくなりクレタ島へ遷都。ゲオルギオス2世とともに島へ渡った。この際、日本で報道されたパウロスの肩書は「皇儲」であった。しかし翌5月にはクレタ島にもドイツ軍が上陸。ゲオルギオス2世とともにエジプト王国、イギリスへと亡命せざるを得なくなった。
ギリシャがドイツの占領下にあった第二次世界大戦時には、ロンドンならびにカイロの亡命政権に身を寄せ、カイロからギリシャ国民へメッセージを送り続けた。
1946年に帰国する。ギリシャ内戦の最中だった1947年4月1日、子がない兄ゲオルギオス2世が心臓発作で急死したことに伴い、王弟のパウロスは王位を継承した。従弟で元ギリシャ王子のフィリップ・マウントバッテンと、イギリス国王ジョージ6世の第1王女エリザベスとの婚約が正式発表されたのはそのすぐ後のことだったが、同年11月20日にロンドンで行われた結婚式には腸チフスを患って出席できなかった。
王政派に加えて共和主義者の支持も得て、1949年までにその力をほぼ失っていたギリシャ民主軍との戦闘は事実上終結させることに成功し、特に被害の大きかったギリシャ北部の建て直しを始めることとなった。
1950年代になるとギリシャ経済は回復を果たし、外交と貿易も活発になったが、パウロスは自身の外遊によってこれを側面から支えた。長年の敵対国だったトルコへギリシャの国家元首としては初の訪問を果たしたのもこのパウロスだった。
しかし内政では問題も多かった。1955年に自身の肝煎りで首相に任名したカラマンリスを、1963年にはフリデリキ王妃との確執を理由に突如解任、以後ギリシャ政局は混乱を増し、これに伴って社会不安が増大、これが後の王政廃止の伏線となった。
1964年3月6日胃癌で崩御、62歳没。

## 家族
1938年1月9日に、元ハノーファー国王ゲオルク5世の孫のブラウンシュヴァイク公エルンスト・アウグストの娘でドイツ皇帝ヴィルヘルム2世の孫娘にあたるフリーデリケ（ギリシャ語名 :フリデリキ）と結婚し、1男2女をもうけた。
- ソフィア（1938年 - ） スペイン国王フアン・カルロス1世妃
- コンスタンティノス2世（1940年 - 2023年）
- イリニ（1942年 - ）

## 補注
1. ↑  ただし英語・ドイツ語・デンマーク語など他の欧州言語では「2世」がまだ存在しない君主の名に「1世」を振る習わしがないので、名は Paul I ではなく単に Paul となる。
2. ↑  ドイツ軍、ユーゴ・ギリシャへ侵入（『東京日日新聞』昭和16年4月7日）『昭和ニュース辞典第7巻 昭和14年-昭和16年』p387 昭和ニュース事典編纂委員会 毎日コミュニケーションズ刊 1994年
3. ↑  ギリシャ軍も独・伊に降伏（『朝日新聞』昭和16年4月24日）『昭和ニュース辞典第7巻 昭和14年-昭和16年』p386